# Planeta X
Planeta X je hypotetická velká planeta ve sluneční soustavě za oběžnou drahou Neptuna. Označení X neznamená číslo 10, ale „neznámá“, protože v čase předložení hypotézy (počátek 20. století) bylo známých jen osm planet sluneční soustavy. Přesto, po objevení Pluta, byla nazývána desátá planeta či Transpluto.
Její existence se předpokládala na základě nesrovnalostí v pohybech plynných obrů, hlavně Uranu a Neptuna. Tyto nesrovnalosti byly z velké části vysvětlené moderními měřeními.
Přestože bylo Pluto objeveno v roce 1930 v důsledku hledání planety X, není považované za planetu X. Nepovažuje se za ni ani Eris. Pluto i ostatní plutoidy jsou totiž příliš malé na to, aby vyvolaly měřitelný pohyb obřích planet, a tak se předpokládá, že na odchylky v měření může mít vliv zatím neobjevená devátá planeta.
Protože je nyní nejvzdálenější planetou Neptun, tak jde případně o transneptunické těleso.